# Master Blaster (Surinaamse band)
Master Blaster is een in Rotterdam gevestigde Surinaamse muziekgroep sinds 1980.
De groep werd in 1980 opgericht door de saxofonist Ramon Laparra (Lappie). In de beginjaren traden ze op in militaire kostuums.
Master Blaster speelde een door Zuid-Amerikaanse muziek beïnvloede kasekostijl, ook wel montunu genoemd. Ze werden bekend met eigen versies van nummers als Annie, hou jij mijn tassie effe vast (Als je mij een vingertje wijst) (1982) van Miggy en Joke stop met koken van de Leidse Sleutelgaten. In 1993 wijzigde de groep naar muziekstijlen als soca en bubbling.
De muziekgroep kende veel wisselingen; Laparra vertrok zelf in de beginjaren naar The Exmo Stars. De groep is nog steeds actief (stand 2017).

## Albums
- 1983: Tonight
- 1985: Soul-kaseko
- 1993: Pussy song
- 1994: Verjarie oso prisirie
- 2017: Sranan gowtu, samen met andere artiesten